# فرونتناک، کبک
فرونتناک (به فرانسوی: Frontenac) شهری در منطقه شهری لو گرانیت ناحیه استری در استان کبک کانادا است. در سرشماری سال ۲۰۱۱ این شهر ۱٬۵۷۳ نفر جمعیت داشته‌است و مساحت آن ۲۲۵٫۷۱ کیلومتر مربع است.